# Doctor Rafael Pascacio Gamboa
Doctor Rafael Pascacio Gamboa är en ort i Mexiko.   Den ligger i kommunen Ixtapangajoya och delstaten Chiapas, i den sydöstra delen av landet, 700 km öster om huvudstaden Mexico City. Doctor Rafael Pascacio Gamboa ligger 64 meter över havet och antalet invånare är 108.
Terrängen runt Doctor Rafael Pascacio Gamboa är kuperad söderut, men norrut är den platt. Runt Doctor Rafael Pascacio Gamboa är det ganska tätbefolkat, med 52 invånare per kvadratkilometer. Närmaste större samhälle är Teapa, 4,5 km öster om Doctor Rafael Pascacio Gamboa. Omgivningarna runt Doctor Rafael Pascacio Gamboa är en mosaik av jordbruksmark och naturlig växtlighet.